# Липовецька обласна лікарня відновного лікування дітей
Липовецька обласна лікарня відновного лікування дітей — дитяча лікарня, розташована в місті Липовці.

## Діяльність

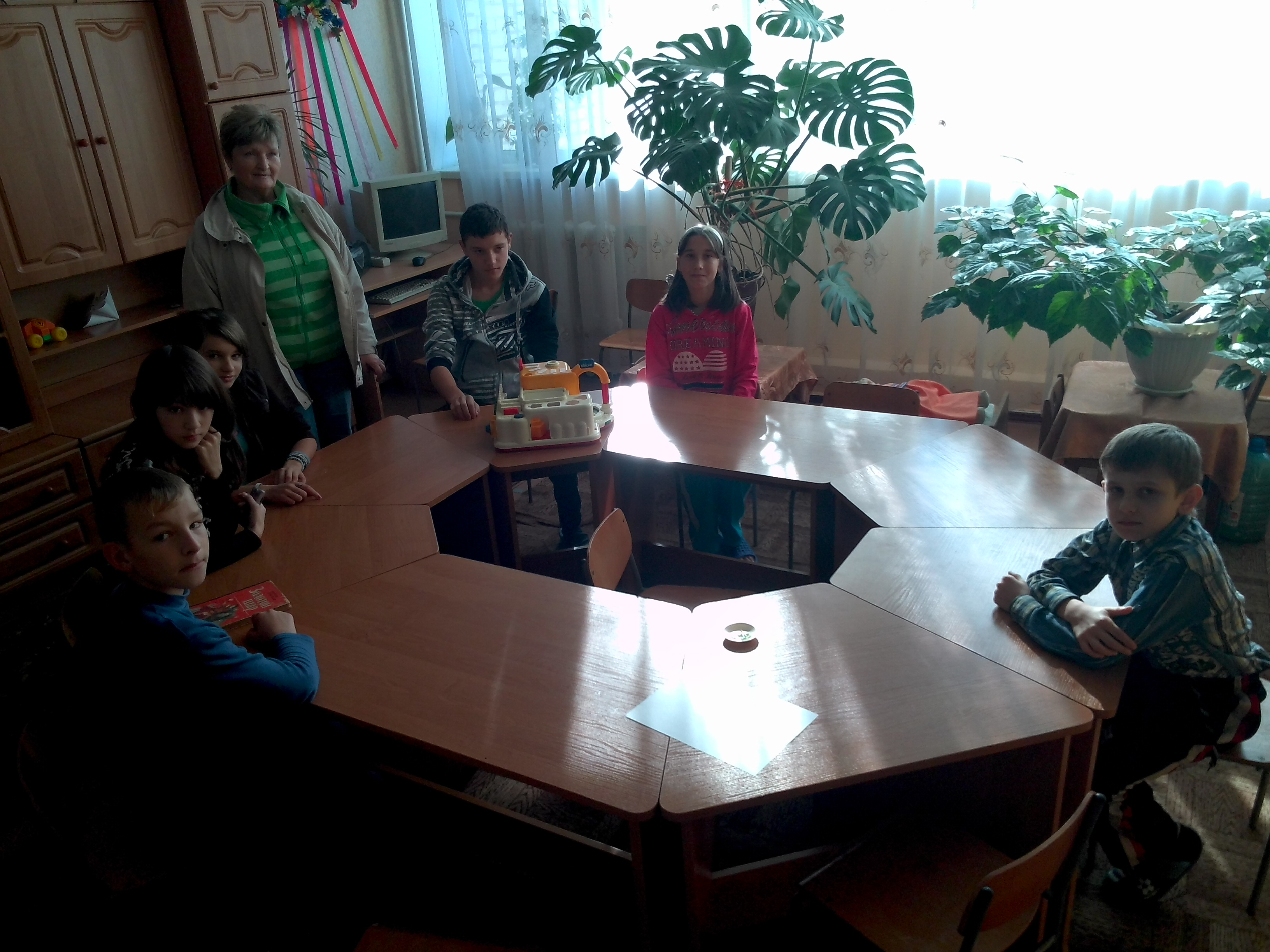
Головний лікар Стецюк Людмила Миколаївна разом з дітьми, які приїхали на лікування з усієї Вінницької області

Лікарня проводить соціальну і медичну реабілітацію дітей і дорослих з вадами центральної нервової системи, порушеннями психіки і опорно-рухового апарату.
У лікарні застосовується модель комплексної реабілітації дітей з органічним ураженням нервової системи «Тандем — партнерство», «дитина — сім'я — фахівець», згідно з якою передбачено обов'язкове навчання батьків методикам реабілітації, які використовуються для лікування їх дитини.

## Методи лікування
- Лікувальна фізична культура;
- Фітотерапія та аромотерапія;
- Теплове лікування;
- Соціальна реабілітація.

## Показання для лікування
- Енцефалопатія з синдромами:
  - Гіпертензійний;
  - Гідроцефальний;
  - Рухових порушень;
  - Затримка статокінетичного та психомовного розвитку.
- Гіпоксично — травматичні перинатально зумовлені ураження нервової системи:
  - Залишок явища крововиливів;
  - Травматичні ураження спинного мозку, головного мозку;
  - Травматичні ураження периферічної нервової системи (акушерські паралічі, паралічі кінцівок);
  - Дитячий церебральний параліч (ДЦП).
- Залишкові явища після перенесених менінгітів, енцефалітів, міеліту, поліміеліту, полірадікулопатії.
- Спадкові захворювання нервової системи:
  - Спадкові м'язові та нейром'язові захворювання;
  - Хромосомні хвороби з ураженням нервової системи.
- Залишкові явища після нейрохірургічних операцій (спино-мозкові грижі).
- Неврозоподібні стани.
- Хвороби опорно-рухового апарату (остеохондроз, сколіоз, деформуючий артроз, попереково-крижовий радикуліт, подагра, післятравматичний артроз, остеомієліт, остеохондропатія).
- Хвороби після травм, опіків.
- Хвороби систем кровообігу (наслідки інсульту, варикозна хвороба, хвороба Рейно, ендартерііт).
- Хвороба органів травлення.

## Структура
Лікарня функціонує на 60 ліжок, в тому числі:
- Дитяче реабілітаційне відділення на 50 ліжок, в тому числі:
  - 40 для хворих на дитячий церебральний параліч з ураженням нервової системи та порушенням психіки;
  - 5 для хворих з ураженням периферійної нервової системи;
  - 5 для хворих з патологією опорно-рухового апарату
- Реабілітаційне відділення для дорослих з патологією периферійної нервової системи та опорно-рухового апарату на 10 ліжок.

## Історія
Лікарня була заснована в 1912 році. Статус лікарні відновного лікування дітей набула в 1995 році. У 2012 році Липовецькій обласній лікарні відновного лікування дітей присвоєна вища акредитаційна категорія.
Головний лікар Стецюк Людмила Миколаївна нагороджена ювілейною медаллю «20 років незалежності України» (Указ Президента України № 27/2012).

## Галерея

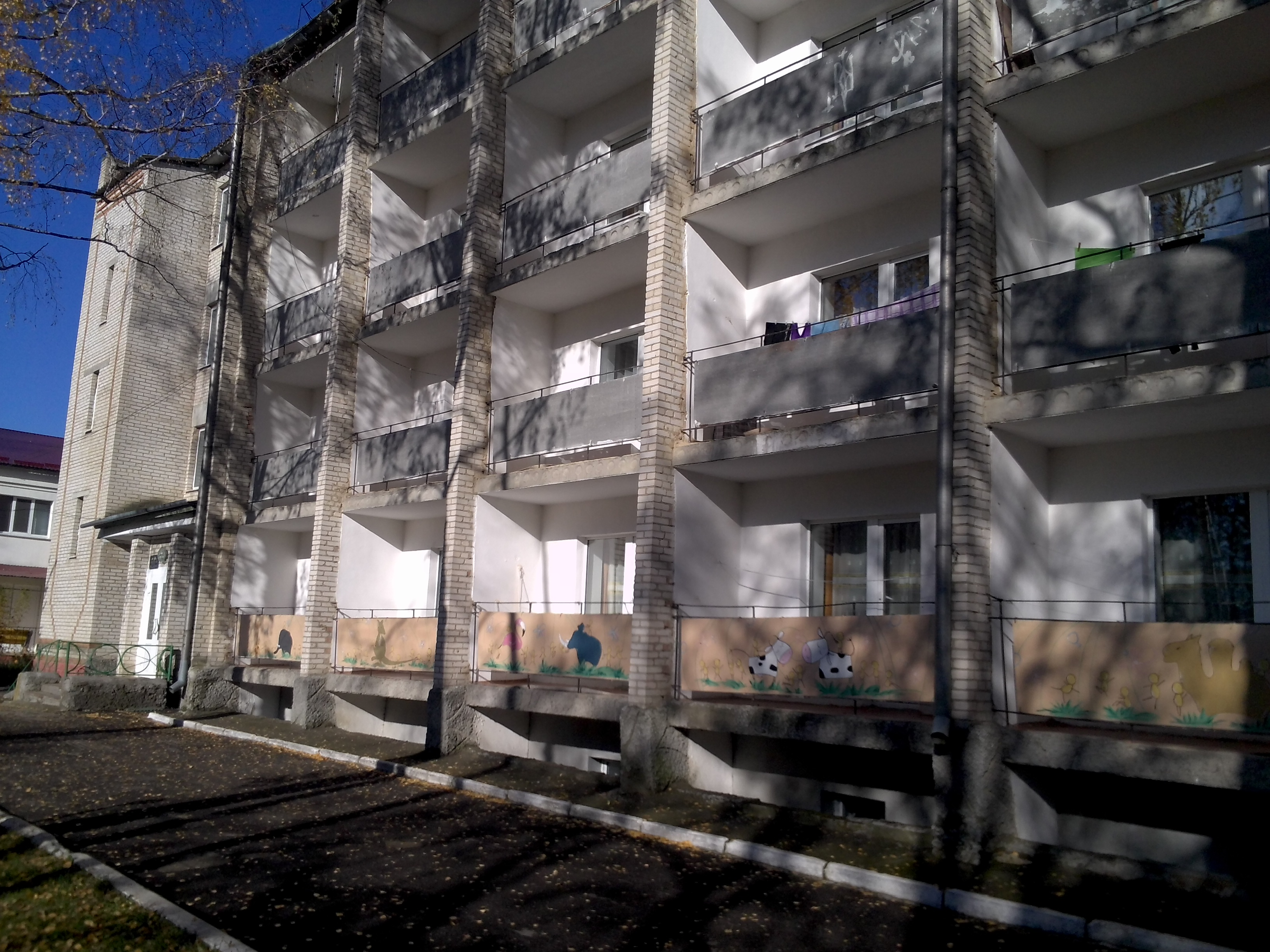
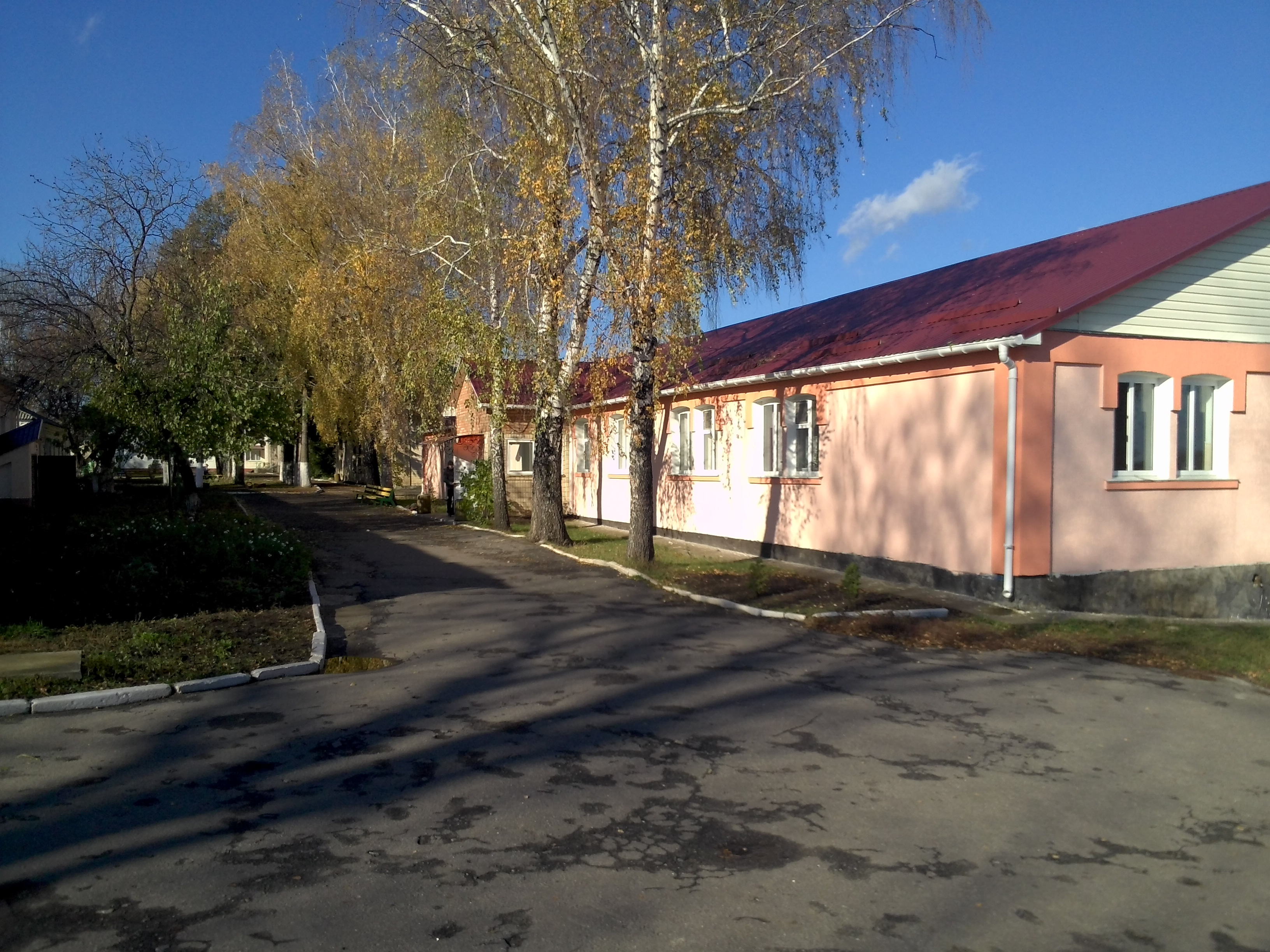
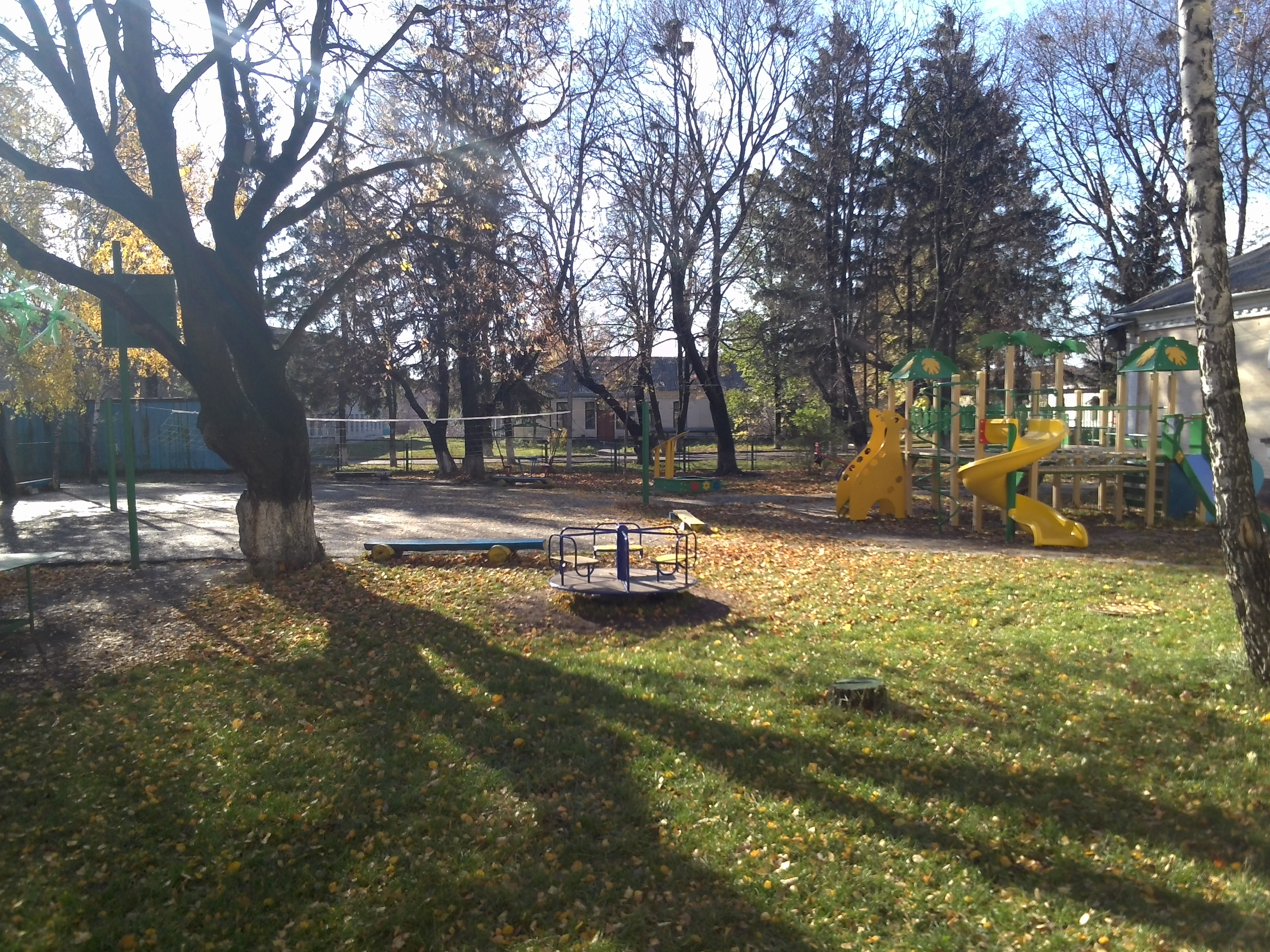
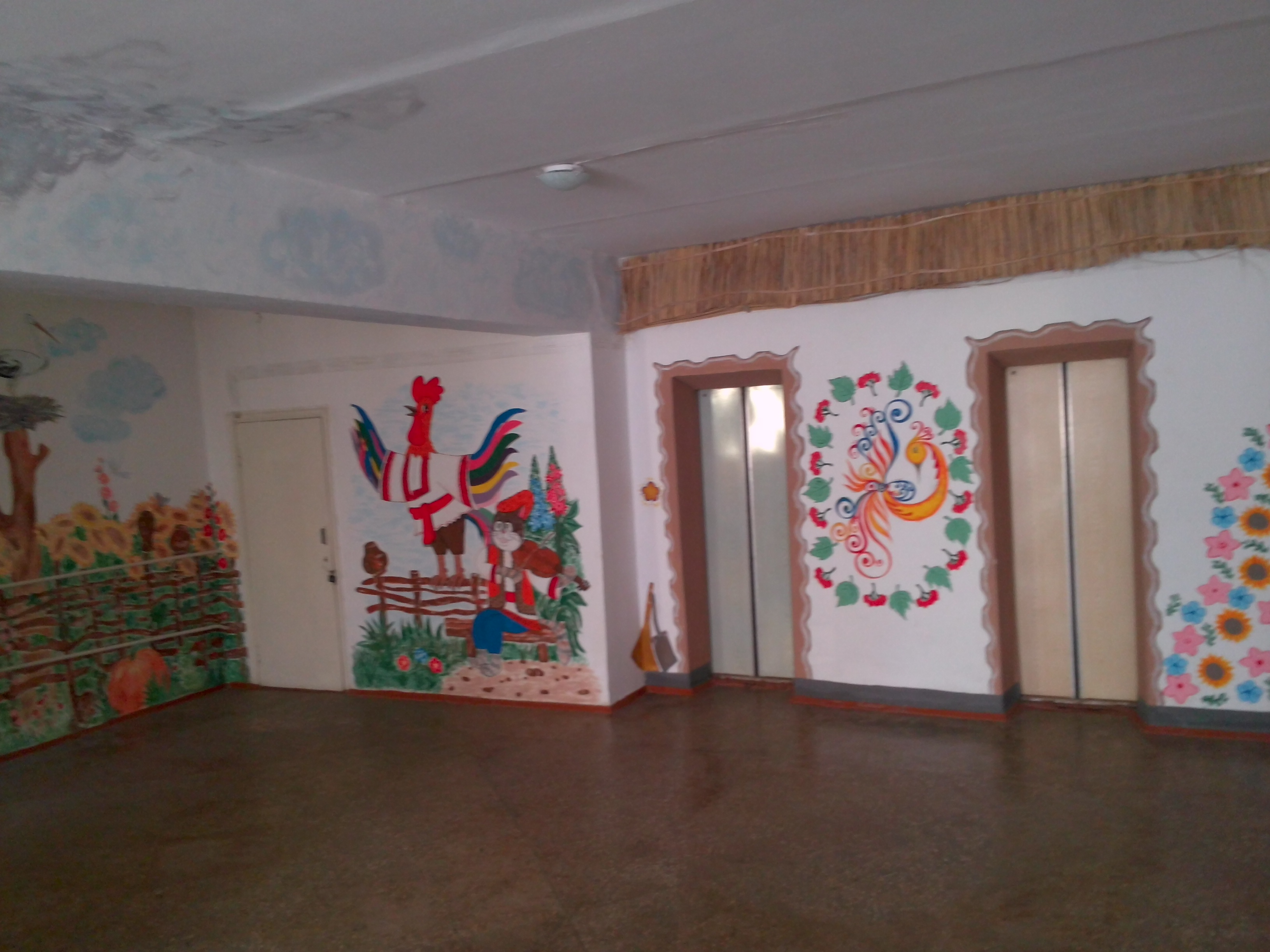
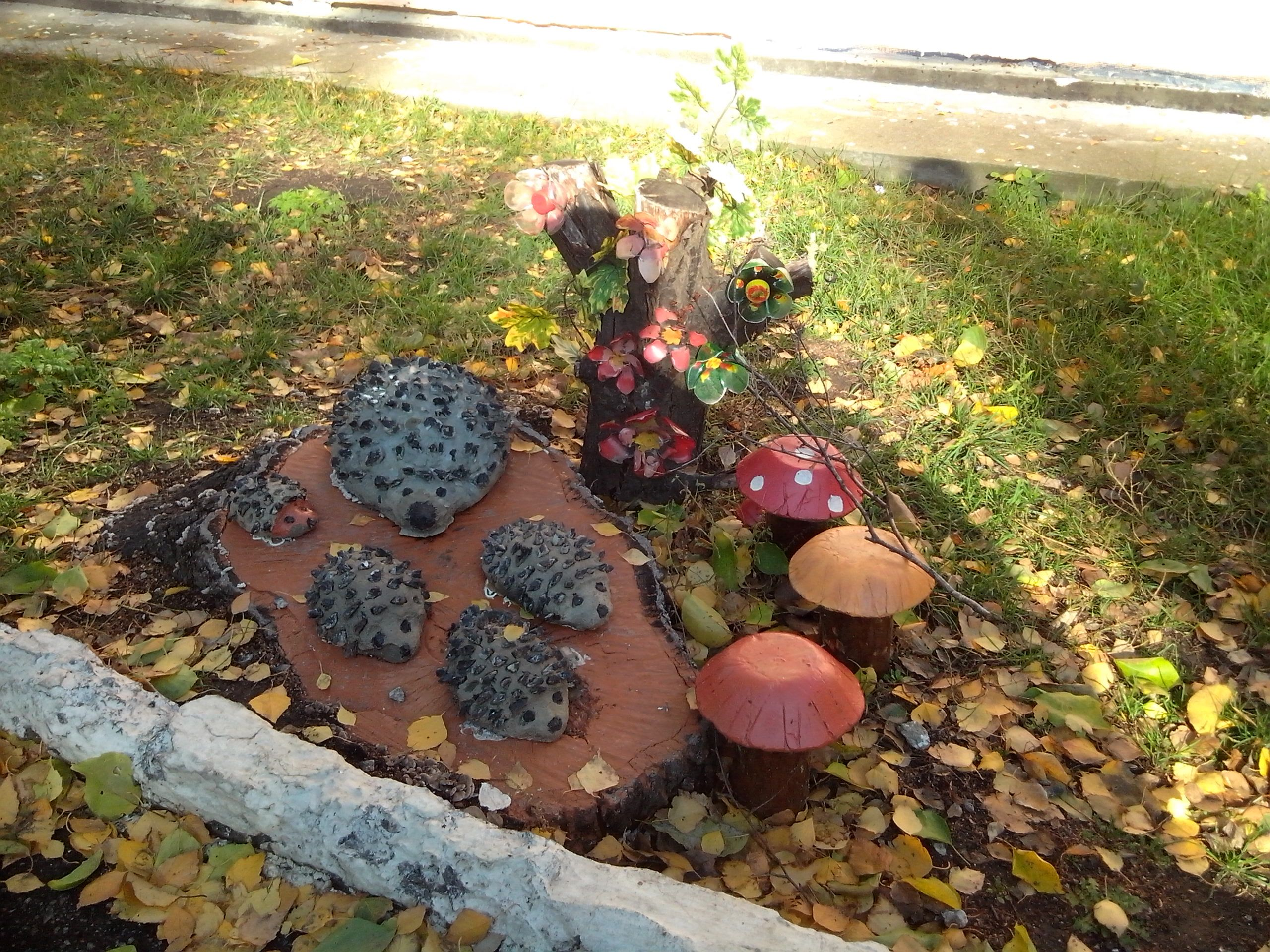
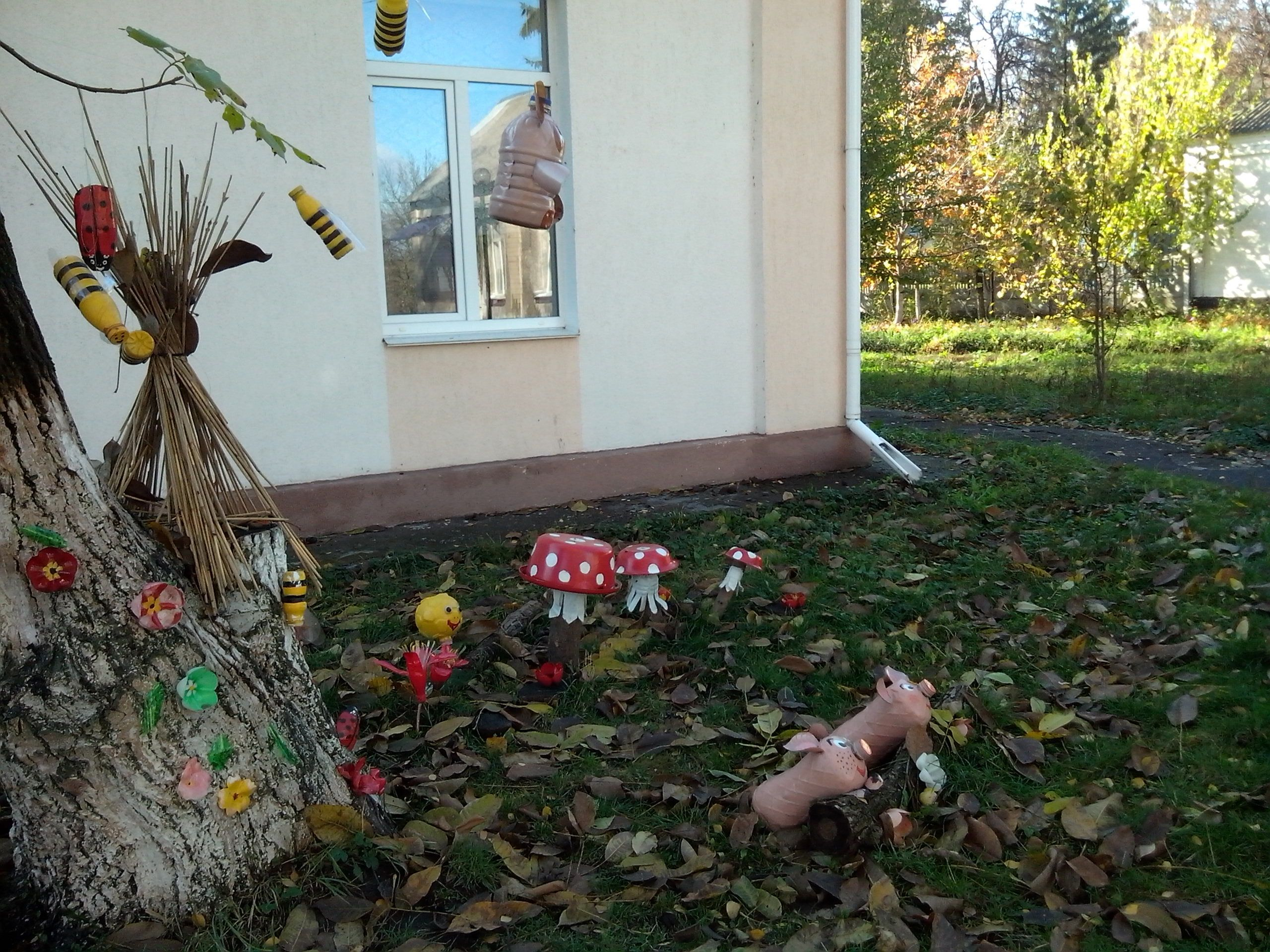